# Мордатенко Костянтин Леонідович
Костянти́н Леоні́дович Мордате́нко (нар. 4 липня 1975, м. Біла Церква Київської області, ) — український поет.
Член Національної спілки письменників України (2011).

## Життєпис
Народився в Білій Церкві, закінчив загальноосвітню школу № 7 та Київський національний економічний університет. З 2002 року учасник літературного об'єднання «Заспів». Перша збірка віршів «Звезды в силках» видана у 2003 році. За збірки віршів «Тридцатое февраля» та «Рахманський Великдень» здобув міську молодіжну літературно-мистецьку премію ім. М. Вінграновського.. Збірка «Любовоспас» відзначена міською літературно-мистецькою премією ім. І.Нечуя-Левицького за 2009 рік. Костянтин Мордатенко — лауреат премії голови Київської обласної державної адміністрації за 2009 рік у номінації «За творчі досягнення».
У творчому доробку письменника 27 збірок поезії. Перші дві збірки — російськомовні. З 2007 року «припинив писати мовою Пушкіна, почав вивчати рідну мову».
Станом на 2 січня 2013 року на основі даних Книжкової палати України Костянтин Мордатенко із загальним тиражем книг 18 000 екземплярів журналом «Фокус» був названий найуспішнішим сучасним поетом України, випередивши серед інших Ліну Костенко (тираж 5 000). У творчості поета вдало поєднується класичний стиль з модерном.

## Твори
1. Мордатенко К. Звезды в силках: стихотворения / Константин Мордатенко. — К. : КМЦ «Поэзия», 2003. — 72 с.
2. Мордатенко К. Любовоспас: поезії / Костянтин Мордатенко ; [передм. ред. П. І. Розвозчика]. — К. : ВЦ «Просвіта» 2008. — 162 с.
3. Мордатенко К. Рахманський Великдень: [поезії] / Костянтин Мордатенко ; [ред. П. І. Розвозчик]. — К. : Вид. Є.Позднишев, 2008. — 93 с.
4. Мордатенко К. Тридцатое февраля: стихи / Кость Мордатенко ; [ред. В. О. Іванців]. — К. : ВЦ «Просвіта» ; Біла Церква: Альманах «Біла Церква», 2008. — 98 с.
5. Мордатенко К. Кров з-під криги / Костянтин Мордатенко ; [передм. ред. П. Розвозчика]. — Тернопіль: Вид. Сорока Г. І., 2009. — 88 с.
6. Мордатенко К. Молитва немовляти: поезії / Костянтин Мордатенко. — К. : ВЦ «Просвіта», 2009. — 47 с.
7. Мордатенко К. Подовження тиші: поезії / Костянтин Мордатенко ; [ред. П. Розвозчик]. — Біла Церква: [б.в.], 2009. — 30 с.
8. Мордатенко К. Українгеліє: поезії / Костянтин Мордатенко ; [ред. і передм. П. І. Розвозчика]. — К. : ВЦ «Просвіта», 2009. — 32 с.
9. Мордатенко К. Шум великої води: поезії / Костянтин Мордатенко ; [ред. П. Розвозчик]. — Тернопіль: Вид. Сорока Г. І., 2009. — 39 с.
10. Мордатенко К. Віршовіра «Сонцевиявлення бузку»: Поезородження: васильорябі дощозерня: [поезії] / Костянтин Мордатенко ; [ред. В. Клічак]. — К. : ВЦ «Просвіта», 2010. — 16 с.
11. Мордатенко К. Збогарадитися злиднів: [поезії] / Костянтин Мордатенко ; [ред В. Клічак]. — К. : ТОВ «Вид-во Євшан-зілля», 2010. — 24 с.
12. Мордатенко К. Квітка Цісик: Листи роси Сонцю: прославень / Костянтин Мордатенко ; [ред. П. Розвозчик]. — К. : ВЦ «Просвіта», 2010. — 15,[1] с.
13. Мордатенко К. Колір солі: поезії / Костянтин Мордатенко ; [ред. П. Розвозчик]. — Вишневе: Духовна вісь, 2010. — 15,[1] с.
14. Мордатенко К. Лебердаші гарцівниці: танкове освячення: [поезії] / Костянтин Мордатенко ; [ред. В. Клічак]. — К. : ТОВ «Вид-во Євшан-зілля», 2010. — 16 с.
15. Мордатенко К. Паустовський: тектонічна трагедія: [поезії] / Костянтин Мордатенко ; [ред. П. Розвозчик]. — К. : ВЦ «Просвіта», 2010.
16. Мордатенко К. Супокій знемаги: пое-Марія у два ока: «Преміч долегливості», «Біблія рим»: [поезії] / Костянтин Мордатенко ; [ред. П. Розвозчик]. — К. : ВЦ «Просвіта», 2010.
17. Мордатенко К. Тіні від луни: поезії / Костянтин Мордатенко ; [ред. П. Розвозчик]. — Вишневе: Духовна вісь, 2010
18. Мордатенко К. Фіброз байдужості: гибель упростяж: поезії-інтерв'ю / Костянтин Мордатенко ; [ред. В. Клічак]. — К. : ТОВ «Вид-во Євшан-зілля», 2010.
19. Мордатенко К. Чернетки замкнутих повік — зболення: [поезії] / Костянтин Мордатенко ; [ред. В. Клічак]. — К. : ВЦ «Просвіта», 2010.
20. Мордатенко К. Шерхіт відзеркалення: поезії / Костянтин Мордатенко ; [ред. П. Розвозчик]. — Біла Церква: Буква, 2010.
21. Мордатенко К. Аніфатій Свиридюк: заримований біль, замерзлий в сльозі, на щоці громовиці / Костянтин Мордатенко ; [ред. В. Клічак] — К. : ТОВ «Вид-во Євшан-зілля», 2011.
22. Мордатенко К. Зморшка крику під крапкою знака оклику: [поезії] / Костянтин Мордатенко ; [ред. В. Клічак]. — К. : ТОВ «Вид-во Євшан-зілля», 2011.
23. Мордатенко К. Катаракта мраки: щоденники катапульти: [вірші] / Костянтин Мордатенко ; [ред. В. Клічак]. — К. : ТОВ «Вид-во Євшан-зілля», 2011.
24. Мордатенко К. Рідокоханок: поезії / Костянтин Мордатенко ; [ред. В. Клічак]. — К. : ТОВ «Вид-во Євшан-зілля», 2011.
25. Мордатенко К. Сновидіння каміння: сонце в росі, місяцелан, рябизна, жмури, мигтіння і посмішка: мудрагель: [поезії] / Костянтин Мордатенко ; [ред. В. Клічак]. — К. : ТОВ «Вид-во Євшан-зілля», 2011.
26. Мордатенко К. Живокіст: поезії / Костянтин Мордатенко ; [ред. Василь Клічак]. — К. : ТОВ «Вид-во Євшан-зілля», 2012. — 69 с. — 1000 екз. — ISBN 978-966-2152-25-8
27. Костянтин Мордатенко,. Моя печаль солодша за любов / Костянтин Мордатенко. — Київ : Юстініан, 2016. — 232 с. — ISBN 978-617-7039-30-2.[7][8]
28. Мордатенко К.Л. Роман. Літописьмо. Листопад 2013-січень 2018 / — К.: Київ – Париж – Дакар, 2017. — 834 с.: іл.. - ISBN 978-966-97620-1-6
29. Мордатенко К.Л. "А скрипка закохалась в перший сніг..."  — Харків, 2020:  — 432 с.  — ISBN 978-966-03-9255-7
30. Мордатенко К.Л. "Заплакана вода"  — Львів, 2021: —348 с. ISBN 978-966-441-711-9
31. Мордатенко К.Л. "Усамітнення тиші"  — Львів, 2021: —700 с. ISBN 978-966-441-719-5

## Нагороди, відзнаки
Лауреат Білоцерківських міських літературно-мистецьких премій ім. І. С. Нечуя-Левицького та молодіжної ім. М. С. Вінграновського.